# Friolzheim
Friolzheim – miejscowość i gmina w Niemczech, w kraju związkowym Badenia-Wirtembergia, w rejencji Karlsruhe, w regionie Nordschwarzwald, w powiecie Enz, wchodzi w skład związku gmin Heckengäu. Leży w Heckengäu, ok. 12 km na południowy wschód od Pforzheim, przy autostradzie A8.

## Demografia
- 1939: poniżej 700
- 1982: 3 035
- 1992: 3 423
- 2000: 3 537
- 2005: 3 623
- 2016: 3995
- 2017: 4050
- 2018: 4146